# Неогублений голосний середнього ряду високосереднього підняття
Неогублений голосний середнього ряду високосереднього підняття (англ. close-mid central unrounded vowel) — один з голосних звуків. Інколи називається неогубленим середнім високосереднім голосним.
- У міжнародному фонетичному алфавіті позначається як [ɘ].
- У розширеному фонетичному алфавіті SAM позначається також як [@\].

## Приклади
- Московський говір: солнце [ˈsont͡sɘ] (сонце).